# Switch KVM

La rappresentazione simbolica di uno switch KVM. Il computer a destra è attualmente controllato dalle periferiche

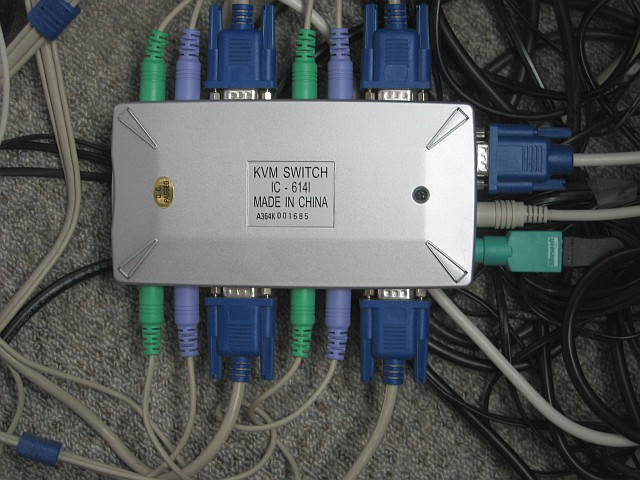
Foto del dispositivo

Uno Switch KVM (KVM è la sigla di keyboard (tastiera), video, mouse) è un dispositivo hardware che permette all'utente di controllare più computer da una singola tastiera, mouse e monitor. I dispositivi moderni hanno anche aggiunto la possibilità di condividere dispositivi USB e altoparlanti con più computer.

## Uso
Lo switch KVM può offrire diverse modalità di connessione ai computer. A seconda della densità delle porte e del tipo di connessione, lo switch KVM può presentare connettori nativi sul dispositivo a cui collegare i cavi standard (siano USB, PS/2, VGA, DVI) oppure un singolo connettore a cui collegare un cavo speciale il quale a sua volta si divide in connettori video, tastiera e mouse. Il vantaggio di questo cavo speciale è una riduzione del numero totale dei cavi e la riduzione delle dimensioni dello switch stesso.
Il controllo per passare da un computer all'altro può avvenire tramite pulsanti presenti sull'apparecchiatura o, più comodamente, tramite combinazioni di tasti.